# Zhu Xiao-Mei

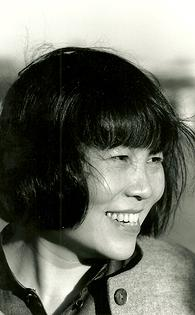
Zhu Xiao-Mei (2013)

Zhu Xiao-Mei (chinesisch 朱晓玫, Pinyin Zhū Xiǎoméi; geboren 1949 in Shanghai) ist eine chinesisch-französische Pianistin.

## Leben
Zhu Xiao-Mei wuchs in einer ehemaligen Mittelschichtsfamilie, die ein Klavier besaß, im kommunistischen China auf, ihre Eltern zogen 1950 nach Peking. Sie erhielt von ihrer Mutter Klavierunterricht, trat schon mit acht Jahren als Wunderkind in Konzerten und im Radio auf und besuchte das Zentrale Konservatorium Peking (中央音樂學院 / 中央音乐学院,  Zhōngyāng Yīnyuè Xuéyuàn).
In der Zeit der Kulturrevolution folgte sie als Rotgardistin bereitwillig der maoistischen Umerziehung, brach ihre Ausbildung ab und denunzierte ihre „bourgeoisen“ Lehrer. Dennoch wurde sie von den Roten Garden fünf Jahre lang der Umerziehung durch Arbeit in Lagern an der Grenze zur Inneren Mongolei unterworfen. Dort entdeckte sie für sich das Klavierspielen wieder. 1974 konnte sie nach Peking zurückkehren, wo sie 1976 ihr erstes Konzert gab, 1977 wurden in China die Konservatorien wieder eröffnet.
Zhu floh 1980 nach Hongkong und ging in die USA, wo sie sich zunächst als Putzfrau und Kellnerin im Bostoner Rotlichtviertel durchschlug und für die Aufenthaltsberechtigung eine Scheinehe einging. Am New England Conservatory of Music machte sie ein Diplom und wurde Lehrerin an einer Musikschule und Organistin bei Christian Science. 1985 spielte sie bei Marian Rybicki in Paris vor und beantragte die französische Staatsbürgerschaft. Seither wohnt sie in Paris.
Ihr erstes Konzert 1994 in Paris galt Bachs Goldberg-Variationen und war der Beginn einer internationalen Karriere. Neben ihren Konzertauftritten unterrichtet sie am Pariser Konservatorium (CNSMDP).
Zu ihrem Repertoire gehören Werke von Scarlatti, Haydn, Mozart, Beethoven, Schubert und Schumann. Im Zentrum ihres Schaffens steht das Klavierwerk Johann Sebastian Bachs: Das Wohltemperierte Klavier, die sechs Partiten, Die Kunst der Fuge, sowie die Goldberg-Variationen, die sie über zweihundertmal aufführte.
Zhu schrieb 2007 eine Autobiografie, die nach dem Vorbild der Goldberg-Variationen in dreißig Kapitel und eine Aria, die das Buch eröffnet und beschließt, gegliedert ist. Im vorletzten Kapitel erläutert Zhu Xiao-Mei ihre eigene Interpretation von Ludwig van Beethovens Klaviersonate Nr. 32 in c-Moll, op. 111 anhand von Laotse. André Leblanc schrieb über Zhu das illustrierte Jugendbuch Le piano rouge, das sich eng an das in der Autobiografie geschilderte Geschehen hält.

## Schriften
- La rivière et son secret: des camps de Mao à Jean-Sébastien Bach; le destin d’une femme d’exception. Laffont, Paris 2007, ISBN 978-2-221-10526-9.
  - Von Mao zu Bach. Wie ich die Kulturrevolution überlebte. Aus dem Französischen von Anna Kamp. Antje Kunstmann, München 2009, ISBN 978-3-88897893-7.

## Aufnahmen
- CD: Domenico Scarlatti: 17 Sonatas, 1995, INA
- CD: Franz Schubert: Divertissement à la hongroise, Alexandre Tharaud & Zhu Xiao-Mei, 2003, harmonia mundi
- CD: Beethoven / Schubert: Sonata No. 32 & Sonata No. 23 D960, 2004, accentus music
- CD: Bach: Variations Goldberg, BWV 988, 2007, MIRARE
- CD: Bach: Le Calavier bien tempéré Livere 2, BWV 870–893, 2007, MIRARE
- CD: Joseph Haydn: Sonatas, Sonatas No. 38, 53, 60 & 62, 2008, accentus music
- CD: Bach: Le Calavier bien tempéré Livere 1, BWV 846–869, 2010, MIRARE
- CD: Bach: 6 Partitas, BWV 825–830, 2011, MIRARE
- CD: Mozart: Piano Works, 2011, accentus music
- CD: Robert Schuman: Davidsbündlertänze op. 6 – Kinderszenen op. 15, 2011, MIRARE
- CD: Bach: Das Wohltemperierte Klavier, BWV 846–893, Buch 1 & 2, 2013, MIRARE
- CD: Bach: Die Kunst der Fuge, BWV 1080, 2014, Accentus Music
- DVD: Bach: Goldberg Variations, enthält auch die Dokumentation von Michel Mollard: The Return is the Movement of Tao, 2014, Accentus Music
- Vinyl (Doppel-LP): Bach: Die Kunst der Fuge, 2015, Accentus Music
- CD: Bach: Inventions and Sinfonias, BWV 772–801, 2015, accentus music
- CD: Bach: Variations Goldberg, BWV 988, new recording, 2016, accentus music
- CD: Bach: The French Suites, BWV 812–817, 2017, accentus music
- CD: Scarlatti, Haydn, Mozart, Beethoven, Schubert, Schumann, 1995–2011, 5 CD Box, 2023, accentus music
- CD: Bach: The English Suites, BWV 806–811, 2024, accentus music